# Maureen Bunyan
Maureen C. Bunyan (Aruba, 1945) is een Arubaans-Amerikaanse voormalig journalist, nieuwslezer, activist en lobbyist voor gelijke behandeling van vrouwen en minderheden in de journalistiek. Zij was vooral in de jaren tachtig bekend als de sterverslaggever en nieuwslezer bij het Washingtonse televisiestation WUSA-TV.

## Biografie
Bunyan werd in 1945 geboren op Aruba en vestigde zich met haar familie op Milwaukee, Wisconsin toen ze 11 was. Haar ouders waren in de jaren dertig van Guyana naar Aruba verhuisd. Bunyan studeerde journalistiek aan de Columbia University en de Harvard University, waar ze een masterdiploma behaalde.

### Beginjaren
Bunyan begon haar journalistieke carrière als freelancer bij de Milwaukee Journal naast haar studie aan de University of Wisconsin-Milwaukee. Zij stapte over op televisie, eerst bij WGBH-TV in Boston en later bij WCBS-TV in New York. In 1973 verhuisde ze naar Washington en kwam terecht bij WTOP-TV (nu WUSA-TV). Aanvankelijk werkte Bunyan er als verslaggever en in het weekeinde als nieuwslezer met Patrick McGrath. In 1978 brak zij, tezamen met Gordon Peterson, door als co-anchor van het 18.00 uur journaal. Hiermee werd zij een van de eerste Afro-amerikaanse vrouwen als avondnieuwslezer. Naast rapportages over grote lokale, nationale en internationale verhalen, leidde ze ook de bekroonde actualiteitenprogramma's 22:26 en Studio Nine. In deze periode was Bunyan oprichter en bestuurslid van IWMF (International Women's Media Foundation), en mede-oprichter en lid van de National Association of Black Journalists. Ze kwam op voor gelijke rechten en doorgroeimogelijkheden voor vrouwelijke en gekleurde journalisten. Op 11 december 1995, nadat het directie van WUSA haar minder prestitieus werk en salarisverlaging aanbood om op het station te blijven, verraste Bunyan kijkers toen ze tijdens het journaal haar ontslag live aankondigde. De zender verloor kort daarna haar eerste plaats in de kijkcijfers.

### Latere jaren
Bunyan werkte vervolgens kort voor MSNBC en leidde ze een paar jaar een PR-bureau totdat ze in februari 1999 terugkeerde naar de ethergolven in Washington bij WJLA-TV, een televisiezender gelieerd aan ABC. Vijf jaar later werd ze herenigd met Gordon Peterson als nieuwslezer van het 18:00 uur journaal. Dit heeft ertoe bijgedragen dat WJLA in de ratings steeg van de derde naar de tweede plaats. Haar laatste avondnieuwsuitzending met WJLA, nadat haar contract niet verlengd werd, vond op 31 januari 2017 plaats.

### Onderscheidingen
Voor haar journalistieke activiteiten in Washington ontving ze meerdere onderscheidingen. In juni 2014 werd zij gedecoreerd tot ridder in de Orde van Oranje-Nassau voor haar verdiensten in het uitbouwen en versterken van de verbanden tussen Aruba en de Verenigde Staten. Zij fungeerde middels haar uitgebreide netwerk als coach voor Arubaanse jongeren en studenten in de Verenigde Staten en schiep educatieve mogelijkheden in samenwerking met het Ministerie van Onderwijs op Aruba en Amerikaanse universiteiten.